# Fotofòbia (pel·lícula)
Fotofòbia (títol original en eslovac, Svetloplachosť; distribuït internacionalment en anglès, Photophobia) és un docudrama del 2023 escrit i dirigit per Ivan Ostrochovský i Pavol Pekarčík. Es va estrenar al 80è Festival Internacional de Cinema de Venècia a la secció independent Giornate degli Autori, en què va guanyar el premi Europa Cinemas Label. Coproduït entre Eslovàquia, República Txeca i Ucraïna, es va rodar a Ucraïna durant la invasió russa. El film se centra en la vida quotidiana d'una família ucraïnesa que viu als túnels de l'estació de metro de Khàrkiv per protegir-se dels bombardejos russos. S'ha subtitulat al català pel canal 33.
Fotofòbia va guanyar el Premi del Jurat Jove al millor documental al 22è Festival de Cinema i Fòrum Internacional sobre els Drets Humans. La pel·lícula va ser seleccionada com a candidata eslovaca a l'Oscar a la millor pel·lícula de parla no anglesa a la 96a edició dels premis.